# NGC 2476
NGC 2476 ist eine elliptische Galaxie vom Hubble-Typ E4 im Sternbild Luchs am Nordsternhimmel. Sie ist schätzungsweise 166 Millionen Lichtjahre von der Milchstraße entfernt und hat einen Durchmesser von etwa 70.000 Lj.
Das Objekt wurde am 23. Februar 1878 von Édouard Stephan entdeckt.